# 中央財経大学
中央財経大学（ちゅうおうざいけいだいがく、中央财经大学、中央財經大學、拼音: Zhōngyāng Cáijīng Dàxué、英語: Central University of Finance and Economics）は、北京市に所在する中華人民共和国教育部直属の国立大学である。1949年に創立された。211工程、双一流の成員校である。

## 沿革
1949年11月6日、「華北税務学校」として設立。1950年2月、「中央税務学校」に改称。1952年6月、「中央財政学院」に合併された。
1952年院系調整により、華北大学、清華大学、輔仁大学、燕京大学の経済学部が合併し、「中央財経学院」が成立。その後、中央財政管理幹部学院が編入され、1996年から現在の「中央財経大学」に改称された。
2009年9月、昌平区沙河キャンパスを使用開始。
2017年9月、一流学科構築大学にリストアップされた。

## 組織
財政税務学、金融学、会計学、保険学、統計・数学、国際経済・貿易学、経済学、商学、管理科学・工学、政府管理学、体育経済・管理学、法学、社会・心理学、マルクス主義学、文化・メディア学、外国語、情報学、国際文化交流、継続教育学。

## キャンパス
本部
- 所在地：北京市海淀区学院南路39号
- 郵便番号：100081

沙河キャンパス
- 所在地：北京市昌平区沙河高教園区
- 郵便番号：102206

## 国際提携
日本の提携大学
- 大学間提携
  - 福岡大学
  - 明治大学
- 部局間提携
  - 関西大学経済学部[5]
  - 神戸大学経済学研究科[6]
  - 岡山大学経済学部[7]